# Solanum montanum
Solanum montanum ist eine Art der Gattung Nachtschatten (Solanum) in der Familie der Nachtschattengewächse (Solanaceae). Sie ist in Chile und Peru beheimatet.

## Beschreibung

### Vegetative Merkmale
Solanum montanum ist eine ausdauernde, krautige Pflanze, die oftmals kletternd oder niederliegend wächst und 10 bis 30 cm (selten bis 50 cm) hoch wird. Sie entspringt einem unterirdisch liegenden, meist kugeligen Caudex mit einem Durchmesser von 10 bis 30 mm (selten bis 40 mm). Gelegentlich ist der Caudex auch langgestreckt und dann bis zu 75 mm lang. Die Stängel sind schlang, unbehaart bis spärlich behaart oder selten auch mäßig behaart. Die Trichome sind einfach, einreihig, aus einer oder mehreren Zellen bestehend und bis zu 0,5 mm lang. Jede sympodialen Einheit besteht aus nur einem Internodium und einem Laubblatt.
Die Laubblätter sind 1,7 bis 8,5 cm (selten 1,1 bis 13,5 cm) lang, 1,0 bis 6,0 cm (selten 0,8 bis 11,0 cm) breit und damit 0,8- bis 2,2-mal so lang wie breit. Die Blattspreite ist sukkulent bis beinahe sukkulent, die Form reicht von eiförmig bis elliptisch. Ober- und Unterseite sind unbehaart bis spärlich behaart, selten sind sie auf beiden Seiten, besonders entlang der Blattadern auch mäßig bis dicht behaart. Die Trichome sind einfach, einreihig, aus mehreren Zellen bestehend und bis zu 0,5 mm lang. Die Basis ist am Blattstiel herablaufend, der Blattrand ist nahezu ganzrandig bis tief gelappt, wobei zwei oder drei Paar Lappen mit einer Länge von 0,3 bis 2,0 cm (selten bis 4,0 cm) und einer Breite von 0,4 bis 1,0 cm (selten bis 2,2 cm) entstehen können. Sowohl die Spitze der Blattlappen als auch der Blattspreite selbst ist spitz. Der Blattstiel ist 0 bis 1,5 cm (selten bis 4,5 cm) lang und manchmal bis zu 0,5 cm breit geflügelt. Die Behaarung ähnelt der der Blattspreite.

### Blütenstand und Blüten
Die Blütenstände sind 2,0 bis 11,5 cm (selten bis 19,0 cm) lang. Manchmal entspringen sie dem Blattstiel oder sogar der Mittelachse eines Laubblatts. Sie können unverzweigt oder einmal verzweigt sein und bestehen aus vier bis acht (selten bis zehn) zwittrigen Blüten. Die Blütenstandsachsen sind mäßig behaart, die Blütenstiele etwas stärker. Die Behaarung besteht aus anliegenden, einfachen, einreihigen, aus mehreren Zellen bestehenden Trichomen, die gelegentlich purpurn gefärbt sind und bis zu 2 mm lang werden können. Der Blütenstandsstiel erreicht eine Länge von 3,0 bis 8,0 cm (selten 1,5 bis 11,5 cm), die Blütenstiele sind zur Blütezeit 0,5 bis 1,4 cm (selten bis 2,0 cm) lang, verlängern sich an der Frucht auf 11 bis 25 mm und stehen dann 5 bis 10 mm (selten bis 15 mm) auseinander. An der Basis ist sie gelenkig verbunden.
Der Blütenkelch ist 5,5 bis 9,5 mm lang. Die Kelchröhre ist dabei 1,0 bis 3,5 mm lang und mit gleich gestalteten, 4,5 bis 6,0 mm langen und 1,0 bis 2,0 mm breiten Kelchzipfeln besetzt. Sie sind eiförmig bis elliptisch, die Außenseite ist mit einfachen, einreihigen, einzelligen oder mehrzeiligen, 1 mm langen Trichomen besetzt, die gelegentlich purpurn sind. Die Innenseite ist unbehaart oder spärlich behaart. Die Spitze der Kelchzipfel ist spitz bis stumpf. An der Frucht verlängern sich die Kelchzipfel auf 3,5 bis 5,0 mm Länge und 2,0 bis 2,2 mm Breite. Die Krone misst 1,5 bis 2,6 cm im Durchmesser, fünfeckig, häutig und weiß, lila, purpurn oder violett gefärbt. Oftmals ist die Außenseite mit purpurnen Markierungen versehen. Die Kronröhre ist 1,0 bis 1,5 cm lang, die Kronlappen sind 7,5 bis 13 mm lang und 6 bis 13 mm breit. Die Außenseite ist unbehaart bis dicht behaart, besonders entlang der Mittelader sind die Kronblätter mit einfachen, einreihigen, mehrzelligen, gelegentlich purpurn gefärbten, bis zu 0,5 mm langen Trichomen behaart. Die Innenseite ist unbehaart.
Die fünf Staubblätter sind gleich geformt, die Staubfäden sind unbehaart, 1,2 bis 2,5 mm lang und sind zu einer 1,0 bis 1,5 mm langen Röhre verwachsen. Die Staubbeutel sind 2,7 bis 3,5 mm (selten bis 5,2 mm) lang, langgestreckt, gelb gefärbt und nicht zusammengeneigt. Sie öffnen sich über tropfenförmige Poren, die sich zu Längsschlitzen vergrößern. Der Fruchtknoten ist unbehaart, er trägt einen etwa 5,5 mm langen und 0,2 mm durchmessenden Griffel. Dieser ist zylindrisch, gerade und unbehaart, an seiner Spitze befindet sich eine 0,8 bis 1,5 × 0,5 bis 0,7 mm große, keulenförmige Narbe.

### Früchte und Samen
Die Frucht ist eine kugelförmige, blass grüne bis weißliche, manchmal mit weißen Markierungen versehene Beere mit 0,6 bis 1,1 cm Durchmesser. Es können einige wenige, gewinkelte Steinzellen vorhanden sein, die etwa 1,0 × 0,7 mm groß sind. Die Samen sind 1,2 bis 1,4 × 0,8 bis 1,0 mm groß, abgeflacht, unbehaart und blass bis dunkelbraun oder schwarz gefärbt. Die Oberfläche ist tief gekörnt.

## Verbreitung und Standorte
Die Art ist in Chile in den Regionen Tarapacá, Antofagasta, Atacama, Coquimbo, Valparaíso, sowie in den peruanischen Departments Ancash, Arequipa, Lima, Ica, La Libertad, Lambayaque, Moquegua und Tacna verbreitet. Sie wächst dort in sandigen oder felsigen Loma-Formationen in Höhenlagen zwischen 5 und 3400 m Höhe.

## Systematik
Solanum montanum ist die Typusart der Sektion Regmandra innerhalb der Gattung der Nachtschatten (Solanum). In molekularbiologischen Untersuchungen wurde diese Gruppe als isolierte Klade innerhalb der nicht-stacheligen Vertreter der Gattung identifiziert.

## Nachweise
- J.R. Bennett: Solanum montanum. In: Solanaceae Source (online), April 2007, abgerufen am 12. Februar 2011.
- J.R. Bennett: Revision of Solanum section Regmandra. In: Edinburgh Journal of Botany, Band 65, Nummer 1, 2008. S. 69–112. doi:10.1017/S0960428608004903 (Weitestgehend identisch zur oben genannten Quelle)